# Cathy Carr
Cathy Carr (n. 27 mai 1954, Albuquerque, New Mexico, SUA) este o înotătoare americană, medaliată olimpică. A participat la o ediție a Jocurilor Olimpice (1972) în care a câștigat 3 medalii de aur.